# Geranium angustipetalum
Geranium angustipetalum är en näveväxtart som beskrevs av Olive Mary Hilliard och Brian Laurence Burtt. Geranium angustipetalum ingår i släktet nävor, och familjen näveväxter. Inga underarter finns listade i Catalogue of Life.